# Neologe Synagoge (Brașov)

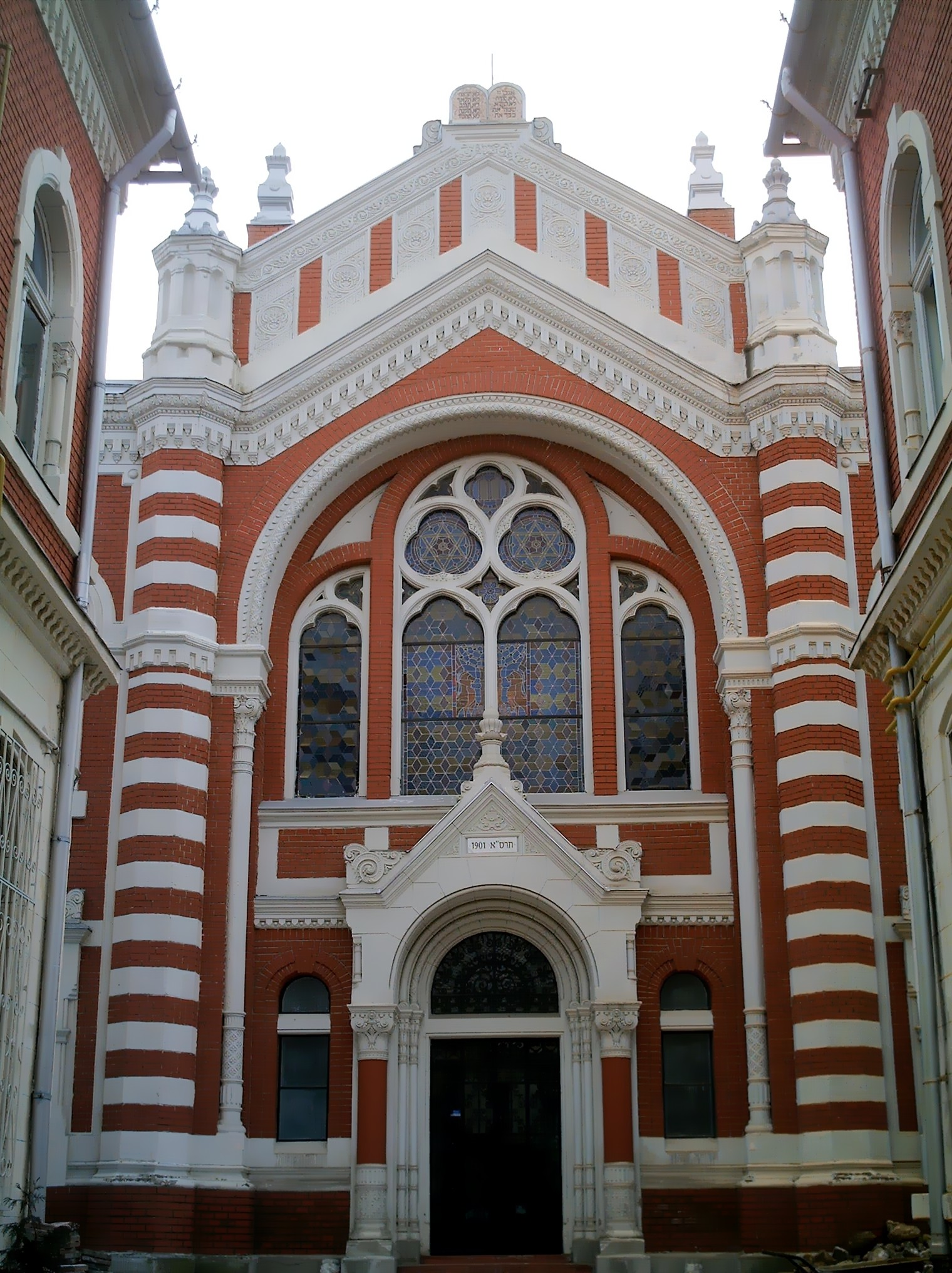
Neologe Synagoge in Brașov

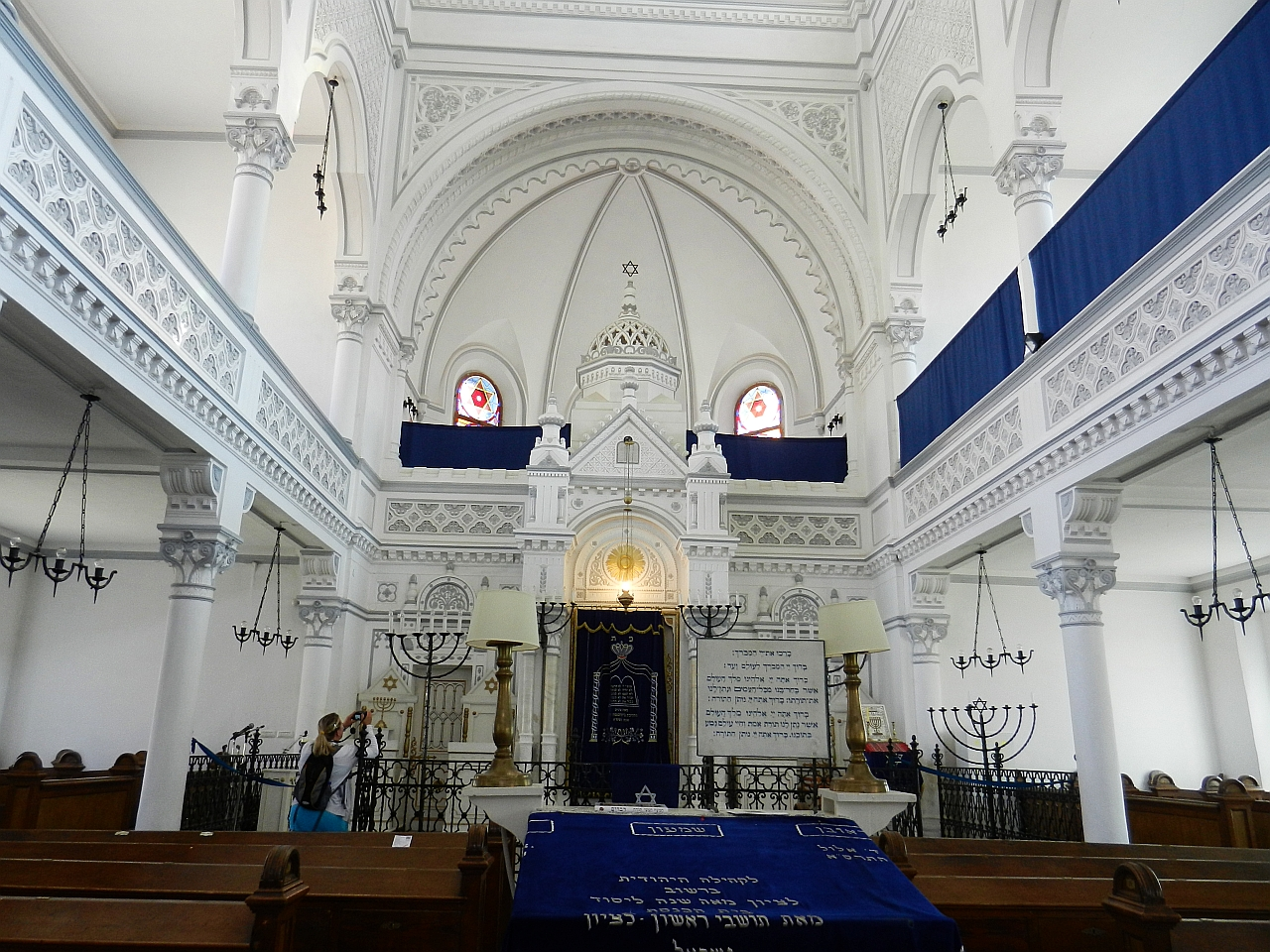
Innenansicht

Die Neologe Synagoge in Brașov (deutsch Kronstadt), einer rumänischen Stadt in Siebenbürgen, wurde von 1898 bis 1901 errichtet. Die Synagoge in der Strada Poarta Schei ist seit 2004 ein geschütztes Kulturdenkmal.
Die Synagoge wurde nach Plänen des Architekten Lipót Baumhorn errichtet.